# Rhizaspidiotus secretus
Rhizaspidiotus secretus är en insektsart som först beskrevs av Borchsenius 1949.  Rhizaspidiotus secretus ingår i släktet Rhizaspidiotus och familjen pansarsköldlöss. Inga underarter finns listade i Catalogue of Life.